# Dao (État)
Pour les articles homonymes, voir Dao.
inconnue–inconnue
Entités précédentes :
- inconnue

Entités suivantes :
- État de Chu

Dao (chinois : 道 ; pinyin : Dào) était un État chinois vassal de la dynastie Zhou (1046 - 221 avant notre ère) situé dans la partie sud du Xian de Runan, dans le Henan.
Le Dao existait dans l'ombre du puissant État voisin de Chu, tout en étant contrôlé par l'État tout aussi puissant du Qi. Tant que le duc Huan de Qi était en vie et l’un des cinq hégémons, le Qi entretint des relations amicales avec le Dao, ainsi qu’avec les autres petits États de Jiang (江 国), Huang et Bai (柏国). À la mort du duc en 643 av. J.C., des troubles civils éclatèrent au sein de l'État de Qi et l'État de Chu saisit cette occasion d'étendre son territoire vers le nord. Après l'annexion de leur État par le Chu, les habitants du Dao ont été réinstallés dans un endroit appelé Jingdi (地), ce jusqu'à ce que le roi Ping de Chu monte sur le trône et restaure le Dao sur son ancien territoire. À un moment donné, le Dao fut définitivement détruit et annexé par le Chu, mais la date de cet événement est actuellement inconnue.